# Leptognathia angustocephala
Leptognathia angustocephala är en kräftdjursart som beskrevs av Kudinova-pasternak 1975. Leptognathia angustocephala ingår i släktet Leptognathia och familjen Leptognathiidae. Inga underarter finns listade i Catalogue of Life.